# Paulo Jacinto Tenório

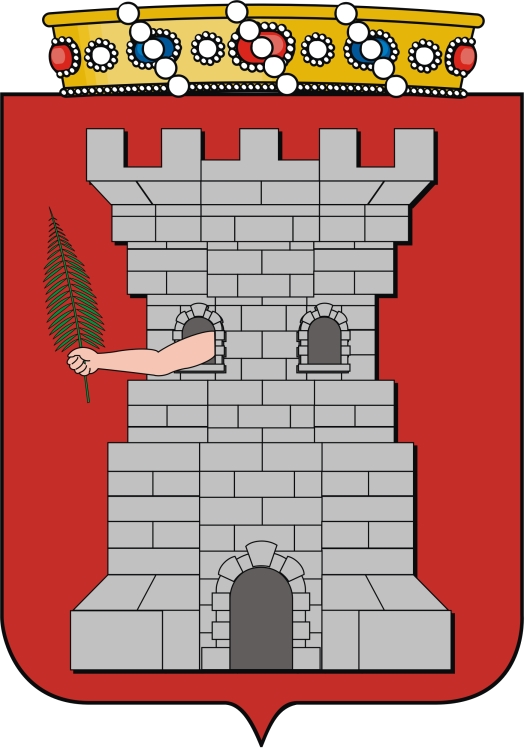
De vermelho, torre de prata lavrada, aberta e iluminada de negro, braço de carnação sainte da fenestra sustendo palma de verde. Coroa de barão.

Paulo Jacinto Tenório de Albuquerque, primeiro e único barão de Palmeiras dos Índios (nasceu em Quebrangulo, 1839 — Atalaia, 10 de julho de 1927), foi o homem mais rico de Alagoas em sua época, militar e nobre brasileiro.
Filho de Paulo Caetano Tenório de Albuquerque e Joaquina do Espírito Santo Cavalcanti, casou-se com Águeda Tenório de Albuquerque. Era coronel comandante da Guarda Nacional em Palmeira dos Índios e grande proprietário rural. Foi agraciado barão em 28 de agosto de 1889. Foi um dos três últimos titulares do Império pelo Gabinete Liberal de junho de 1889, mas não chegou a receber o título, extinto pelo artigo 72 da Constituição brasileira de 1891. Os outros foram Miguel Soares Palmeira, barão de Coruripe, e José Miguel de Vasconcelos, barão de Parangaba.
Era considerado o homem mais rico de Alagoas em sua época.
O hoje município de Paulo Jacinto, que anteriormente era conhecido como povoado Lourenço de Cima e depois Lourenço de Baixo, passou a se chamar Paulo Jacinto por sugestão da direção da Great Western, em homenagem a Paulo Jacinto Tenório, que havia doado terras para a passagem da ferrovia.
Ele era primo do Barão de Amaragi, tio do coronel José Abílio, primo do Barão de Buique, Barão de Atalaia, Barão de Caxangá da Baronesa de Cotendas, e outros.
Faleceu em 10 de julho de 1927 em Atalaia.

## Descendência
Ele teve 5 filhos com Águeda Tenório de Albuquerque:
Rodrigo Jacinto Tenório, Dr. Domingos Jacinto Tenório, Joaquina Tenório de Albuquerque, Manoela Tenório de Albuquerque e Josefa Tenório de Albuquerque.

## Família
Ele pertencia as tradicionais famílias do Nordeste: Cavalcanti, Tenorio, holanda e Albuquerque. E o seu ramo descendia de alguns Reis de Portugal e de alguns reinos da atual Espanha.
A família Albuquerque foi considerada como uma das mais nobres de Portugal, estando presente na sala de Sintra, e uma das principais famílias proprietárias de terras no Brasil.
Ele descende de Jerônimo de Albuquerque, Filippo Cavalcanti, Arnau de Holanda, Manoel Leite da Silva e Juan Thenorio de Molina.
Também era parente de outras famílias nobres do Nordeste do Brasil como a família Pinto de Miranda que alguns de seus membros eram primos proximos de Paulo Jacinto Tenório, eles eram descendentes das mesmas tradicionais famílias.